# The Bangles
The Bangles este o formație americană de pop rock înființată în 1981 la Los Angeles. Printre hiturile acesteia se numără „Walk Like an Egyptian”, care a ajuns la începutul anului 1987 pe primul loc în clasamentul Billboard Hot 100, precum și „Manic Monday”, "Hazy Shade of Winter", și un alt single de locul întâi, "Eternal Flame".

## Discografie
- All Over the Place (1984)
- Different Light (1986)
- Everything (1988)
- Doll Revolution (2003)
- Sweetheart of the Sun (2011)

## Legături externe
- Site web oficial
- The Bangles la AllMusic